# いつか、眠りにつく日
『いつか、眠りにつく日』（いつか、ねむりにつくひ）は、いぬじゅんによる日本のケータイ小説（ハードカバー及びケータイ小説文庫版）、ライト文芸（スターツ出版文庫版）作品。

## 概要
ハードカバー（文庫の第1巻にあたる）版はケータイ小説サイト「野いちご」の投稿作品で、第8回日本ケータイ小説大賞大賞・進研ゼミ中学講座賞のダブル受賞作品として書籍化された。スターツ出版文庫にて初の文庫化され、その後、主人公を変更した第2巻・第3巻が発売。第2巻の発売時期に合わせ、第1巻の新装版がケータイ小説文庫にて発売。第3巻については、発売より先行して編集前の原稿をノベマ!にて特別掲載していた。WEBで初出された作品は、書籍化に伴い加筆修正されている。また、WEBでの掲載時やハードカバーでは横書きであったが、文庫版では縦書きになった。児童書版の刊行にあたり書き直しされた。2023年1月時点でシリーズ累計発行部数は25万部を突破している。
『月刊ComicREX』（一迅社）にて、2021年4月号より2022年9月号まで手名町紗帆の作画によってコミカライズが連載された。

## あらすじ
ハードカバー及び文庫第1巻
高校2年生（児童書版では中学2年生）の森野蛍は、友人の大高蓮に5年間の片思いをしていたが、告白もせず、親友にも相談できずにいた。そんな折、蛍は修学旅行中の玉突き事故で思いを伝えられないまま命を落としてしまう――かに思われたが、死んだ蛍の前に案内人だという名もない男が現れる。真っ黒なスーツをはじめ髪の色など全身黒く統一された男は、蛍が3つこの世に残した未練を晴らし「あっちの世界」へと行くために正しく案内するために来たという。蛍はそいつを黒い姿からクロと呼ぶことにした。
案内者や未練を残した相手や同じ境遇の者にだけ姿は見え、未練解消にはタイムリミットがあるらしい。
蛍はクロと共に残された時間の中で未練を晴らすために奔走する。祖母・福嶋タキとの会話、親友・山本栞との仲直り、心残りを一つずつ解決していくかに見えたが、蓮とだけは心の踏ん切りがつかずなかなか会いたくても会えない。覚悟が持てずにいたところ松村涼太や恭子に出会い前に進む気力を得た蛍は、蓮に告白しようとする。初めて会った時から蓮が好きだった蛍。だが、告白したのは蓮からだった。蓮もまた同様に初めて会った時から、会話も覚えているほどに好きだったという。
お互いの気持ちを伝え合うも別れは突然訪れる。蛍は生きている間の、たくさんあった時間をどうしてもっと大切にしなかったのだろうと悔やむ。
蛍はすべての未練を解消したかに思われたが、クロから思わぬ事実を告げられる。
第2巻
第3巻

## 登場人物
森野蛍（もりの ほたる)
主人公。いつも校舎横の大きな木の下で読書をするのが趣味で、そこから陸上部の蓮のことも見ている。蓮と友人のひとりであることにジレンマを抱えていた。おばあちゃん大好きっ子。高校に入ってから出会った栞とは親友。
クロ
「あっちの世界」への案内人。身につけているものが黒いことから蛍からクロと呼ばれているが本当の名は不明。見た目は人間だが、人間が驚かないようにそういう姿をしている。200年ほど案内人をしているが、クロよりも長い案内人もいる。
大高蓮（おおたか れん）
蛍がふざけて言うには「陸上バカ」で、修学旅行の前日もしばらく練習できなくなるからと、ホームルームの後の修学旅行についての説明もそこそこに急いで部活（陸上部）に参加している。なにかと蛍の髪の毛をくちゃくちゃにする。
山本栞（やまもと しおり）
蛍の親友。蛍が蓮へ片思いしているのに気づいているが、なかなか相談してくれないことを焦れったく思っている。
福嶋タキ（ふくしま たき）
蛍の母方の祖母。総合病院に入院していた。
竹本トシ（たけもと とし）
病院で出会ったいわゆる地縛霊で、嘘をついて精気を吸い取ろうと襲いかかってきたところをクロに倒される。
大場孝夫（おおば たかお）
子供が産まれたばかりなのに死んでしまった者。未練が期間中に叶わない内容なことから地縛霊にならずにこの世に留まっているいわゆる霊。定期的にクロに“あっちの世界”に行くことをすすめられている。
カクガリ
涼太を担当している新人の案内人。カクガリとは蛍が呼んでいる名称。角刈り頭。
松村涼太（まつむら りょうた）
自分が死んだということを理解できずにカクガリにあたりつけていた、5歳くらいの男の子。幼稚園で飼っていたウサギの出産が気がかりだった。
仲山麻紀子（なかやま まきこ）
涼太の通っていた幼稚園の先生。涼太に声をかけたことでトラックに撥ねられてしまったことにショックをうけ、仕事を休んでいる。涼太の母親により立ち直る。
恭子（きょうこ）
高校の屋上で出会った地縛霊。痴情のもつれで20年前くらいに自殺した。恭子を担当した案内人がいまでも定期的に邪気を吸い取りに来ているおかげでいわゆる悪い霊にならないですんでいる。実はその案内人はクロ。

## 用語
未練
命を落とす最後の瞬間に頭に浮かんだこと。親しい人間へのやり残したことなど人によって異なる。
地縛霊
未練の解消に失敗した場合、最終的になってしまう存在。はじめは人間の姿をとっているが、人外の外観になる。

## 既刊一覧

### ハードカバー
- いぬじゅん『いつか、眠りにつく日』スターツ出版、2014年3月26日発売、ISBN 978-4-88381-432-9

### 文庫版

#### スターツ出版文庫版
- いぬじゅん（著） ・ 中村ひなた（表紙絵）『いつか、眠りにつく日』スターツ出版〈スターツ出版文庫〉、既刊3巻（2021年1月現在）
  1. 2016年4月28日発売、ISBN 978-4-8137-0092-0
  2. 2019年6月28日発売、ISBN 978-4-8137-0704-2
  3. 2021年1月28日発売、ISBN 978-4-8137-1039-4

#### ケータイ小説文庫版
- いぬじゅん（著） ・ はるこ（表紙絵）『いつか、眠りにつく日』スターツ出版〈ケータイ小説文庫〉、2019年6月25日発売、ISBN 978-4-8137-0709-7

### 児童書版（新書版）
- いぬじゅん（著） ・ 三湊かおり（挿絵）『いつか、眠りにつく日』スターツ出版〈野いちごジュニア文庫〉、2023年1月20日発売、ISBN 978-4-8137-8080-9

### 漫画
- いぬじゅん（原作）・手名町紗帆（漫画）『いつか、眠りにつく日』一迅社〈REXコミックス〉、全2巻
  1. 上 2021年10月27日発売[3][4]、ISBN 978-4-7580-6947-2
  2. 下 2022年8月26日発売[5]、ISBN 978-4-7580-6998-4

## 配信ドラマ
2017年度「第一回スタ文総選挙」において優勝し、FODにより連続ドラマ化が決定、2019年3月12日より配信開始。
2019年7月16日から同年8月20日までフジテレビ(関東ローカル)のブレイクマンデー24枠で放送された。

### キャスト
- 森野蛍 -  大友花恋
- クロ - 小関裕太
- 大高蓮 - 甲斐翔真
- 山本栞 - 喜多乃愛
- カクガリ - 前原滉
- 松村涼太 - 千葉新

原作とは違い、母親は事故にあった時に涼太と共に死んだ。幼稚園の先生の麻紀子に伝えたいことがあったという未練に変更されている。
- 仲山麻紀子 - 安座間美優

原作とは違い、未練解消の相手に変更されている。
- 福嶋タキ - 長谷川稀世
- 竹本トシ - 野間洋子
- 七夕の圭子 - 大塚洸顧

ドラマのオリジナルキャラクター。20年前に七夕の前日にかけようとしていた短冊を落としてしまった川で溺れて死んでしまった少女の地縛霊。

### スタッフ[8]
- 脚本：本山久美子
- プロデューサー：渋谷未来／山本梨恵
- 企画・プロデュース：清水一幸
- 監督：宮脇亮／宮本秀光／國領正行
- 制作協力：The icon
- 制作著作：フジテレビジョン
- 主題歌「Beautiful World」LONGMAN

### 放送日程
| 配信回 | 配信日        | 放送日        | サブタイトル               |
| ------ | ------------- | ------------- | -------------------------- |
| 第1話  | 2019年3月12日 | 2019年7月16日 | 透明な存在                 |
| 第2話  | 3月19日       | 7月23日       | 触れては消える             |
| 第3話  | 3月26日       | 7月30日       | ずっと見ている、ということ |
| 第4話  | 4月2日        | 8月6日        | きっと、泣くでしょう       |
| 第5話  | 4月9日        | 8月13日       | 蛍の光                     |
| 最終話 | 4月16日       | 8月20日       | 生きる、ということ         |

## 朗読劇
2024年8月17日に『キミに贈る朗読会『いつか、眠りにつく日』』が東京・TOKYO FMホールにて公演。

### キャスト（朗読劇）
- 林鼓子
- 山下大輝
- 内山悠里菜
- 土屋李央
- 笹翼

### スタッフ（朗読劇）
- 脚本・演出：大部恭平